# 超锕系元素
超锕系元素（superactinides）是指原子序数在121（Ubu）与153（Upt）之间的超重元素，這些元素都仍未被發現或合成。超錒系元素包括了第8週期的g區及f區元素，它們的5g和6f亚层被填入电子。超锕系元素在扩展元素周期表中位于锕系元素之下。诺贝尔化学奖得主格倫·西奧多·西博格是超锕系元素的提出者。
2008年时希伯来大学的Amnon Marinov曾被认为发现了第一个超锕系元素Ubb（原子序数为122）。但之后的研究认为这一发现并不足信。